# Rotkreuz-Orchester
Das Rotkreuz-Orchester (früher: DRK-Orchester) ist der Musikzug des Deutschen Roten Kreuzes (DRK).

## Geschichte
Bereits 1901 wurde das Musikkorps der freiwilligen Sanitätskolonne in Berlin gegründet worden, welches später offiziell zum DRK-Orchester ernannt wurde. Jedoch wurde es in den frühen 1980er aufgelöst. Zum 100-jährigen Bestehen der Sanitätskolonne Bad Kissingen wurde dann im Jahr 1988 das Rotkreuz-Orchester in Bad Kissingen, Bayern gegründet.
Auf der Landesversammlung des Bayerischen Roten Kreuzes am 11. November 1989 trat das Orchester unter Anwesenheit von Bruno Merk und Reinhold Vöth erstmals öffentlich auf. Bis heute spielt das Orchester zu allen wichtigen Anlässen des Deutschen Roten Kreuzes.
Neben den Rotkreuz-Orchester existieren zwei Jugendrotkreuz-Orchester in Meiningen, Thüringen und Eckernförde, Schleswig-Holstein.